# Khuis
Khuis est une ville du Botswana.